# Bourcefranc-le-Chapus
Bourcefranc-le-Chapus là một xã trong tỉnh Charente-Maritime Charente-Maritime trong vùng Nouvelle-Aquitaine, tây nam nước Pháp. Xã Bourcefranc-le-Chapus nằm ở khu vực có độ cao từ 0-18 mét trên mực nước biển.